# Список епізодів телесеріалу «Я — зомбі»
Список епізодів американського телесеріалу «Я — зомбі», який був розроблений Робом Томасом і Діаною Руггіеро. В основі серіалу лежить однойменна серія коміксів, створена Крісом Роберсоном та Майклом Аллредом  і опублікована видавництвом DC Comics Vertigo.
Світ ординатора Олівії «Лів» Мур перевертається вверх дном після того, як на вечірці вона була перетворена в зомбі. Колись веселій і безтурботній молодій жінці з вдалим особистим життям і багатообіцяючою медичною кар'єрою доводиться влаштуватися на роботу в морг в Сіетлі, щоб мати постійний доступ до мізків. Але разом з кожним з'їденим мозком, володар якого став жертвою вбивства, Лів переймає риси особистості цієї людини і його спогади, які часто дають їй підказки до того, як вони були вбиті. Вона використовує цю нову навичку, щоб допомогти поліції Сієтлу в розкритті злочинів, а поліція в свою чергу думає, що вона екстрасенс-консультант. За допомогою боса доктора Раві Чакрабарті, який більше зачарований її станом, ніж переляканий, і детектива Клайва Бобіно, який вважає, що Лів є екстрасенсом, вона повинна допомогти людям Сієтлу, зрозуміти свій стан, з'ясувати, як вона перетворилася в зомбі, і боротися з злом, що набирає силу.

## Огляд сезонів
| Сезон | Епізоди | Епізоди | Оригінальний показ | Оригінальний показ |
| Сезон | Епізоди | Епізоди | Перший показ       | Останній показ     |
| ----- | ------- | ------- | ------------------ | ------------------ |
| 1     | 13      | 13      | 17 березня 2015    | 9 червня 2015      |
| 2     | 19      | 19      | 6 жовтня 2015      | 12 квітня 2016     |
| 3     | 13      | 13      | 4 квітня 2017      | 27 червня 2017     |
| 4     | 13      | 13      | 26 лютого 2018     | 28 травня 2018     |
| 5     | 13      | 13      | 2 травня 2019      | 1 серпня 2019      |

## Список серій

### Сезон 1 (2015)
| № | #  | Назва                                                                                     | Режисер       | Сценарист                                                 | Дата показу в США | Код серії | Глядачі США (мільйони) |
| --- | -- | ----------------------------------------------------------------------------------------- | ------------- | --------------------------------------------------------- | ----------------- | --------- | ---------------------- |
| 1 | 1  | «Pilot» «Пілот»                                                                           | Роб Томас     | Роб Томас і Діана Руггіеро-Райт                           | 17 березня 2015   | 296850    | 2,29                   |
| Олівія Мур була дисциплінованою, цілеспрямованою дівчиною, працюючи медичним стажером з великими планами на життя... поки не перетворилася в зомбі. Застрягши в стані десь між напівживої і неживої, Лів втрачає свої цілі і прагнення. Вона розриває заручини з чарівним нареченим - спорідненою душею, боячись заразити його своїм станом. Лів знаходить нову роботу в міському морзі, щоб мати доступ до єдиної форми хліба насущного, нині доступного їй і дозволяючого зберігати людяність ─ до мізків. Від нової дієти є побічні ефекти: з кожними мізками, які Лів з'їдає, вона відчуває "бачення" ─ спалах спогадів трупа ─ які часто дають уявлення про те, як вони були вбиті. Її бос, блискучий, але ексцентричний доктор Раві Чакрабарті заохочує її прийняти цей дар і працювати разом з невизнаним детективом з розслідування вбивств Клайвом Бобіно, щоб допомагати розкривати вбивства. Так Лів знаходить якесь умиротворення і нову мету в тому, чим стало її "життя". |    |                                                                                           |               |                                                           |                   |           |                        |
| 2 | 2  | «Brother, Can You Spare a Brain?» «Братик, може поділишся мозком?»                        | Джон Кретчмер | Діана Руггіеро-Райт                                       | 24 березня 2015   | 3J5502    | 1,99                   |
| Лів, Раві і Клайв працюють разом, щоб розкрити таємничу смерть відомого художника. Лів поглинена пристрастю, з'ївши його мізки, і не може опиратися бажанню спокусити Мейджора. Тим часом Блейн завдає несподіваний візит в морг. |    |                                                                                           |               |                                                           |                   |           |                        |
| 3 | 3  | «The Exterminator» «Дезінсектор»                                                          | Майкл Філдс   | Істория: Роб Томас Телесценарій: Грем Норріс та Лі Аркурі | 31 березня 2015   | 3J5503    | 1,81                   |
| Коли Лів і детектив Бобіно розслідують випадок втечі з місця злочину, вони виявляють, що жертва була соціопатом-вбивцею, відповідальним за смерть підприємця в справі, яку веде Пейтон. Лів і Раві риють глибше, слідуючи зомбі-баченню, яке змушує Лів зробити дивовижне відкриття про когось з її минулого. Мейджор починає жити далі, і Пейтон шокована реакцією Лів. |    |                                                                                           |               |                                                           |                   |           |                        |
| 4 | 4  | «Liv and Let Clive» «Лів і типу Клайв»                                                    | Джон Кретчмер | Кіт Босс                                                  | 7 квітня 2015     | 3J5504    | 1,77                   |
| Коли Клайв пізнає Джона Доу в морзі як одного зі своїх колишніх кримінальних контактів з часів роботи в поліції, Лів здивована, що Клайв так швидко відмовляється від її допомоги в розкритті вбивства. Лів і Раві займаються розслідуванням самостійно, що ставить їх в небезпечне становище. Проблеми Лів продовжують накопичуватися, коли Мейджор починає шукати сусіда по кімнаті, і вона вважає, що він розглядає милу студентку. |    |                                                                                           |               |                                                           |                   |           |                        |
| 5 | 5  | «Flight of the Living Dead» «Політ живих мерців»                                          | Девид Воррен  | Дейдре Манган                                             | 14 квітня 2015    | 3J5505    | 1,85                   |
| Лів неохоче їсть мізки своєї убитої подруги з сестринства, щоб розібратися в її смерті. Справа переносить Лів і Клайва в світ екстремального спорту, де вони зустрічають професійного сноубордиста, що зберігає свій секрет. Тим часом, Лів зближується з ще одним підозрюваним, а Мейджор висловлює Клайву своє занепокоєння з приводу зникнення хлопчика з притулку. |    |                                                                                           |               |                                                           |                   |           |                        |
| 6 | 6  | «Virtual Reality Bites» «Віртуальна реальність кусається»                                 | Дермотт Доунс | Глорія Калдерон Келлетт                                   | 21 квітня 2015    | 3J5506    | 1,80                   |
| Розслідується вбивство байкера. З'ївши його мізки, Лів стикається з агорафобією і неймовірним досвідом в комп'ютерних іграх. Тим часом, Блейн знайомиться з одним з близьких Лів. |    |                                                                                           |               |                                                           |                   |           |                        |
| 7 | 7  | «Maternity Liv» «Материнство Лів»                                                         | Патрік Норріс | Боб Дірден                                                | 28 квітня 2015    | 3J5507    | 1,69                   |
| Убита вагітна жінка, але її дитина виживає. Після того, як Лів з'їла мозок жертви, їй доводиться зіткнутися з материнським інстинктом. Тим часом, Мейджор робить шокуюче відкриття. |    |                                                                                           |               |                                                           |                   |           |                        |
| 8 | 8  | «Dead Air» «Смертельний ефір»                                                             | Зетна Фуентас | Айана Уайт                                                | 5 травня 2015     | 3J5508    | 1,62                   |
| Лів і Клайв розслідують вбивство ранкової радіо-ведучої, яка спеціалізувалася на відносинах. З'ївши мозок жертви, Лів переходить на особисте з Клайвом, що дається йому нелегко. Тим часом, Пейтон допомагає Мейджору, а Блейн дає попередження. |    |                                                                                           |               |                                                           |                   |           |                        |
| 9 | 9  | «Patriot Brains» «Мізки патріота»                                                         | Гай Бі        | Роберт Форман                                             | 12 травня 2015    | 3J5509    | 1,70                   |
| Лів і Клайв розслідують загадкову смерть колишнього снайпера, який працює інструктором з пейнтболу. Справа зосереджена на колишній дружині жертви і її новому чоловікові. Тим часом Мейджор стає все ближче до правди, а Блейн здійснює небачене. |    |                                                                                           |               |                                                           |                   |           |                        |
| 10 | 10 | «Mr. Berserk» «Містер Берсерк»                                                            | Джейсон Блум  | Дейдре Манган і Грем Норріс                               | 19 травня 2015    | 3J5510    | 1,50                   |
| Лів і Клайв розслідують вбивство журналіста, що працює над статтею про випадки психічного відхилення серед невеликої групи споживачів популярного енергетичного напою. Тим часом, Раві намагається допомогти Мейджору, який вважає, що сходить з розуму. |    |                                                                                           |               |                                                           |                   |           |                        |
| 11 | 11 | «Astroburger» «Астробургер»                                                               | Майкл Філдс   | Кіт Босс                                                  | 26 травня 2015    | 3J5511    | 1,56                   |
| Хтось близький Мейджору передбачувано здійснює самогубство, тому Лів з'їдає мізки жертви в спробі розібратися в тому, що трапилося, а в результаті отримує суміш реальності і параної. Тим часом, Клайв допитує Мейджора і дізнається про секретний комп'ютерний файл, який допоможе знайти вбивцю. |    |                                                                                           |               |                                                           |                   |           |                        |
| 12 | 12 | «Dead Rat, Live Rat, Brown Rat, White Rat» «Мертвий щур, живий щур, рудий щур, білий щур» | Мейрзі Алмас  | Діана Руггіеро-Райт                                       | 2 червня 2015     | 3J5512    | 1,80                   |
| Лів повертається назад в школу, розслідуючи смерть підлітка, після нічної прогулянки, що обернулася катастрофою. Пізніше, один з друзів жертви гине, що викликає ряд серйозних питань у справі. Тим часом, Мейджор вважає магазин Блейна лише прикриттям. |    |                                                                                           |               |                                                           |                   |           |                        |
| 13 | 13 | «Blaine’s World» «Світ Блейна»                                                            | Майкл Філдс   | Роб Томас                                                 | 9 червня 2015     | 3J5513    | 1,45                   |
| Лів і Клайв відкривають нові докази по справі Макса Рейнджера. Вони хочуть відвідати глав компанії. Тим часом, Раві продовжує шукати ліки; Блейн робить Лів пропозицію, від якої вона не може відмовитися. Мейджор втягнутий в неймовірну ситуацію. |    |                                                                                           |               |                                                           |                   |           |                        |

### Сезон 2 (2015–16)
| № | #  | Назва                                                                          | Режисер        | Сценарист                        | Дата показу в США | Код серії | Глядачі США (мільйони) |
| --- | -- | ------------------------------------------------------------------------------ | -------------- | -------------------------------- | ----------------- | --------- | ---------------------- |
| 14 | 1  | «Grumpy Old Liv» «Сердита стара Лів»                                           | Майкл Філдс    | Роб Томас і Діана Руггіеро-Райт  | 6 жовтня 2015     | 3J5901    | 1,53                   |
| Після випадку в м'ясній крамниці пройшло три місяці. Блейн і Мейджор стали звичайними людьми, але тепер вони фізично відчувають, якщо поруч з ними знаходиться зомбі. Блейн купив похоронне бюро, щоб добувати мізки без ризику, і як і раніше постачає зомбі Сієтла їжею. Сім'я Лів віддалилася від неї після її відмови дати свою кров брату. Вона звертається до Блейна, щоб він дістав такий же утопій, що був на вечірці на озері, щоб зробити нову партію ліків. Клайв розслідує вбивство сварливого старого, якого ненавиділи всі сусіди. Он Дю Кларк, глава компанії з виробництва енергетика, шантажем змушує Мейджора полювати на зомбі. А його секретар Ріта стає новою сусідкою Лів, щоб таємно стежити за нею. |    |                                                                                |                |                                  |                   |           |                        |
| 15 | 2  | «Zombie Bro» «Зомбі-бро»                                                       | Джон Кретчмер  | Діана Руггіеро-Райт              | 13 жовтня 2015    | 3J5902    | 1,22                   |
| Лів і Клайв розслідують вбивство глави братства. Тим часом Раві вирішує спробувати «утопій», щоб дослідити його вплив, а приєднавшийся до нього Мейджор отримує пристрасть до наркотику. Спроба Блейна розширити бізнес з торгівлі «Утопія», призводить до того, що його колишній бос Стейсі вбиває всіх дилерів. У відповідь Блейн просить окружного прокурора, що є зомбі, почати справу проти Стейсі, і шантажем видобуває гроші на це у свого батька-мільйонера, якого він також зробив зомбі. |    |                                                                                |                |                                  |                   |           |                        |
| 16 | 3  | «Real Dead Housewife of Seattle» «Справжні мертві домогосподарки Сієтла »      | Джейсон Блум   | Кіт Босс                         | 20 жовтня 2015    | 3J5903    | 1,29                   |
| Лів і Клайв розслідують вбивство Тейлор, багатої домогосподарки, у якої колись був роман з Воном. Тим часом, Мейджор піддається спокусі і цілується з Рітою, яка виявляється дочкою Вона. Пейтон повертається в місто і оголошує, що очолить кампанію проти торгівлі «Утопія». Вона мириться з Лів, Мейджором і Раві. Коли чоловік Тейлор, Терренс, повідомляє Вону, що має намір йому помститися, позбавивши його компанії, Он згодовує його своєму вченому, який став зомбі. |    |                                                                                |                |                                  |                   |           |                        |
| 17 | 4  | «Even Cowgirls Get the Black and Blues» «І у дівчат-ковбоїв буває чорна смуга» | Метт Барбер    | Дейдре Манган                    | 27 жовтня 2015    | 3J5904    | 1,47                   |
| Лів з'їдає мізки кантрі-співачки, у якої були складні відносини з хлопцем, і під їх впливом складає пісню. Агент ФБР Дейл Боззіо, яка розслідує численні зникнення, цікавиться Клайвом. Блейн співпрацює з Пейтон і обіцяє їй інформацію про главу наркоторговців в обмін на імунітет. Він також знаходить того, хто розбавляв «утопій» на вечірці на озері, і перетворює його в зомбі, щоб дізнатися рецепт. Мейджор усвідомлює свою залежність і приходить до Лів за допомогою. |    |                                                                                |                |                                  |                   |           |                        |
| 18 | 5  | «Love & Basketball» «Любов і баскетбол»                                        | Майкл Філдс    | Боб Дірден                       | 3 листопада 2015  | 3J5905    | 1,43                   |
| Дитячий тренер з баскетболу убитий під час роботи охоронцем. Лів і Клайв беруться за справу, а Мейджор заміщає його в спортзалі. Габріель приносить Блейну розбавлений «утопій», а потім помирає, коли вводить його собі, прийнявши за ліки. Ріта дістає зразок крові Лів для вченого, який прагне отримати розумного зомбі. Клайв дізнається від агента Дейл, що в м'ясній крамниці було знайдено волосся зниклого космонавта, і отримує від вдови Сузукі шматочок мозку, який той тримав в холодильнику. Мейджор відмовляється від «утопія» і хоче відновити відносини з Лів, яка боїться, що знову зробить його зомбі. |    |                                                                                |                |                                  |                   |           |                        |
| 19 | 6  | «Max Wager» «Максимальна ставка»                                               | Джон Кретчмер  | Грем Норріс                      | 10 листопада 2015 | 3J5906    | 1,40                   |
| Гері Коул гине на виході з суду, розслідування приводить Клайва і Лів до перукаря, що підробляє спортивним брокерством. Тут Лів зустрічає Стейсі Боса, який заправляє всім криміналом в місті. Раві з'ясовує, що зомбі-вірус може передаватися статевим шляхом навіть з використанням презервативів. Батько Блейна розуміє, що той знову людина, і намагається прибрати до рук його бізнес. В помсту Блейн збирається згодувати йому мозок свого діда, проте Мейджор викрадає батька Блейна прямо перед цим. |    |                                                                                |                |                                  |                   |           |                        |
| 20 | 7  | «Abra Cadaver» «Абра-кадабра»                                                  | В'єт Нгуен     | Джастін Халперн і Патрік Шімакер | 17 листопада 2015 | 3J5907    | 1,17                   |
| На змаганні фокусників убитий один з учасників, а камера спостереження не зафіксувала нікого, крім покоївки, що знайшла тіло. Блейн просить Лів допомогти в справі про зниклих зомбі, разом вони проникають в будинок до агента Дейл і знаходять звіт про походження мозку з холодильника Сузукі. Лів створює фальшивку, згідно з якою мозок належить корові, а не людині. Коли вона підкидає його Дейлу, то бачить іншу дівчину поруч з будинком. Після відходу Лів, дівчина залишає на ґанку конверт. Раві розлучається зі своєю Стеф і намагається відновити стосунки з Пейтон, але безуспішно. |    |                                                                                |                |                                  |                   |           |                        |
| 21 | 8  | «The Hurt Stalker» «Переслідувач»                                              | Майкл Вейл     | Сара Саеді                       | 1 грудня 2015     | 3J5908    | 1,55                   |
| Дівчину, яка залишила лист на ґанку, знаходять убитою з пістолета Клайва. Клайв зустрічався з нею раніше, але кинув через сталкерські нахили. З'ївши її мозок, Лів стає ревнивою і підозрілою, що ще більше посилюється, коли вона знаходить листування між Мейджором і Рітою. А спроба з'ясувати, кого ще переслідувала убита, закінчується для Лів в тюремній камері. |    |                                                                                |                |                                  |                   |           |                        |
| 22 | 9  | «Cape Town» «Кейптаун»                                                         | Мэйрзі Алмас   | Діана Руггіеро-Райт              | 8 грудня 2015     | 3J5909    | 1,37                   |
| Вбито хлопця, що ночами боровся зі злочинцями в костюмі супергероя. Його приятелі розповідають, що він збирав команду, щоб запобігти постачанню великої партії зброї. Блейн просить Лів перетворити на зомбі наркоторговця, у якого є інформація про розбавлений «утопій». Наступною метою Мейджора стає повія, яка обслуговує зомбі. Лів береться одна розібратися з торговцями зброєю, але потрапляє в небезпечну ситуацію, з якої її рятує Стейсі Бос. Після цього Клайв відмовляється працювати з Лів далі. Раві виявляє, що вакцина проти зомбі має тимчасовий ефект. |    |                                                                                |                |                                  |                   |           |                        |
| 23 | 10 | «Method Head» «Голова в образі»                                                | Марк Пізнарскі | Кіт Босс                         | 12 січня 2016     | 3J5910    | 1.17                   |
| Раві пояснює Мейджору і Блейну, що їх перетворення назад в зомбі - питання часу, і бере у них проби крові щоб дізнатися як довго вони залишатимуться людьми. Раві, Мейджор і Лів продовжують пошуки тіла наркокур'єра з розведеним утопієм. Тим часом, Клайв і Лів розслідують вбивство актора під час зйомки улюбленого телесеріалу Лів - «Школа зомбі». З'ївши його мозок, у Лів пробуджується акторський талант. Так як організація Боса знаходиться під розслідуванням, бізнес Блейна розширюється, проте Дейл починає підозрювати, що «Джон До» (новий псевдонім Блейна) якимось чином пов'язаний з подіями в м'ясній крамниці. Також, Он влаштовує Мейджору перевірку на лояльність, яку той успішно проходить, проте Мейджор таємно продовжує шпигувати за ним. |    |                                                                                |                |                                  |                   |           |                        |
| 24 | 11 | «Fifty Shades of Grey Matter» «П'ятдесят відтінків сірої речовини»             | Мейрзі Алмас   | Дейрдра Манган                   | 2 лютого 2016     | 3J5911    | 1.43                   |
| Лів і Клайв розслідують смерть бібліотекарки, в тілі якої Раві виявляє цикуту, підтверджуючи що її хтось отруїв. Після того як Лів з'їдає її мозок, вони дізнаються, що загибла писала любовний роман, через що Лів починає постійно думати про секс. Тим часом, Блейн і Пейтон проводять ніч разом, після чого Клайв і Дейл заарештовують Блейна (чиє справжнє прізвище - Макдонаф), підозрюючи що він і є серійним вбивцею, який викрадає заможних людей по всьому місту. Пейтон виручає Блейна, однак починає сумніватися в його щирості. Мейджор позбавляється від собаки, яка належала убитому їм зомбі, дізнавшись про маячки. Лів розповідає Пейтон всю правду про Блейна. Пейтон йде розчарована, що змушує Лів подумати про свій вибір - вона тільки що переспала з помічником Блейна, будучи під впливом стурбованого мозку бібліотекарки. |    |                                                                                |                |                                  |                   |           |                        |
| 25 | 12 | «Physician, Heal Thy Selfie» «Самострілом себе стріли»                         | Зетна Фуєтнес  | Бізанн Масуд і Талія Гонсалвес   | 9 лютого 2016     | 3J5912    | 1.43                   |
| На березі річки знайшли три тіла без голів, тому Лів доводиться підкріплюватися мізками «Королеви твіттера», через його вона не може надати допомоги в розслідуванні. Завдяки Пейтон стає відомо, що всі троє працювали на Стейсі Боса. Тим часом зникає прокурор, який почав проти нього справу. У його хатині знаходять зниклі голови. Он Дю Кларку стає відомо, що Мейджор обдурив його, і прокурор - зомбі. Стейсі Бос стикається з Блейном і вимагає з нього 80 тисяч відступних. Мер вмовляє Пейтон очолити справу проти Боса. |    |                                                                                |                |                                  |                   |           |                        |
| 26 | 13 | «The Whopper» «Нахабна брехня»                                                 | Майкл Філдс    | Роб Томас                        | 16 лютого 2016    | 3J5913    | 1.25                   |
| Лів і детектив Клайв розслідують вбивство Корі Карпа на прізвисько Велика Риба, яке він отримав, на подив, не через своє прізвище, а через те, що був патологічним брехуном. Блейн дізнається, хто викрадає його клієнтів-зомбі. Клайв починає цікавитися, чому під час розслідування Лів переймає характер жертви вбивства. Тим часом, вона знаходить, де похований розбавлений «утопій». І це як не можна під час, тому що щур, на якій випробовували вакцину, несподівано помер. |    |                                                                                |                |                                  |                   |           |                        |
| 27 | 14 | «Eternal Sunshine of the Caffeinated Mind» «Вічне Сяйво Кофеїнового Розуму»    | Джейсон Блум   | Кіт Босс                         | 23 лютого 2016    | 3J5914    | 1.45                   |
| У цій серії Лів належить скуштувати мозок життєрадісної господині кав'ярні. Між тим Раві робить нову вакцину проти зомбізму, яка дає несподіваний результат. Дрейк скасовує побачення з Лів через те, що опинився в поліцейському відділку. Виявляється, Дрейк - законспірований поліцейський, впроваджений в організацію Боса. Стейсі Бос розуміє, що за його останніми проблемами з поліцією стоїть Блейн, і вирішує від нього позбутися. Мейджор приходить до Лів, щоб розповісти про те, що він працює на Он Дю Кларка, але стикається там з Рітою. Лів розуміє, що її сусідка - та сама дівчина, що писала Мейджору. Блейн знову стає зомбі. |    |                                                                                |                |                                  |                   |           |                        |
| 28 | 15 | «He Blinded Me... With Science» «Він засліпив мене... наукою»                  | Ден Етерідж    | Джон Енборн                      | 22 березня 2016   | 3J5915    | 1.21                   |
| Блейн, що знову став зомбі приходить до Раві, щоб добути мізки. Він і Лів отримують на сніданок мізки вченого, яку вбили, обливши кислотою. Загибла працювала в компанії Он Дю Кларка. Під впливом мозку Лів допомагає Раві вдосконалити вакцину. Вона також починає підозрювати, що Дрейк щось від неї приховує і, простеживши за ним, дізнається, що він працює на Стейсі Боса. Дрейк пропускає зустріч з Лів, будучи спійманим Мейджором. Блейн згортає наркобізнес і вколює собі нову вакцину. Тим часом один з зомбі в Макс Рейнжер виривається з клітки. Рятуючись від нього, Он Дю Кларк кидає в підвалі свою доньку Ріту, проте їй вдається пережити напад. |    |                                                                                |                |                                  |                   |           |                        |
| 29 | 16 | «Pour Some Sugar, Zombie» «Насип трохи цукру, зомбі»                           | Майриз Алмас   | Діана Руггіеро-Райт              | 29 березня 2016   | 3J5916    | 1.25                   |
| Ріта, що стала зомбі, пробирається в будинок Лів в пошуках мізків, але її ловить охоронець Он Дю Кларка. Лів і Клайв розслідують вбивство стриптизерки, дівчини одного з помічників містера Боса. Тим часом, Блейн знову стає людиною, але забуває все, що з ним трапилося, поки він був зомбі. Його помічники вирішують взяти справи в свої руки. Раві починає підозрювати щось недобре щодо Мейджора і, підібравши код до його сейфу, знаходить докази того, що Мейджор - серійний вбивця. В ході їх сварки Мейджор починає перетворюватися назад в зомбі, але Раві вирубує його транквілізатором. У пошуках Дрейка Лів відвідує його мати і дізнається, що він був поліцейським під прикриттям. |    |                                                                                |                |                                  |                   |           |                        |
| 30 | 17 | «Reflections of the Way Liv Used to Be» «Роздуми на тему якою Лів була»        | Майкл Філдс    | Боб Дірден                       | 5 квітня 2016     | 3J5917    | Н/Д                    |
| Мейджор визнається Раві, що він викрадає зомбі в списку Он Дю Кларка, але заморожує їх замість того, щоб вбивати. Раві погоджується приховувати це від Лів. Тим часом, в місцевому університеті знаходять тіло кандидата на пост класного президента. Лів їсть її мозок і стає такою, якою була до перетворення в зомбі - успішною і схибленою на похвалу. Виявляється, загибла була таємним інформатором детектива Лу Бенедетто, який також працював з Дрейком. Помічники Блейна змушують його працювати як особу похоронного бюро, тоді як вони відновлюють продаж утопія. Вбивцею дівчини виявляється працівник в кафетерії, що продає утопій студентам як посередник людей Блейна. Коли на вбивцю виходить детектив Бенедетто, його постачальник вбиває хлопця і оглушує детектива ударом по голові. Мейджор і Раві вирішують перетворити Он Дю Кларка в зомбі, щоб протестувати експериментальні ліки на ньому, проте Он Дю Кларк дізнається, що Мейджор нікого не вбивав. Перш ніж відвезти Мейджора в таємну лабораторію компанії, його заарештовують агенти ФБР за підозрою в тому, що він - серійний вбивця. |    |                                                                                |                |                                  |                   |           |                        |

## Рейтинги

### Сезон 1 (2015)
| №  | Назва                                          | Прем'єра        | Рейтинг (18-49) | Глядачі (мільйони) | DVR (18-49) | Всього (18-49) |
| -- | ---------------------------------------------- | --------------- | --------------- | ------------------ | ----------- | -------------- |
| 1  | «Пілот»                                        | 17 березня 2015 | 0.8/3           | 2.29               | 0.6         | 1.4            |
| 2  | «Братик, може поділишся мозком?»               | 24 березня 2015 | 0.7/2           | 1.99               | 0.4         | 1.1            |
| 3  | «Дезінсектор»                                  | 31 березня 2015 | 0.7/2           | 1.81               | 0.5         | 1.2            |
| 4  | «Лів і типу Клайв»                             | 7 квітня 2015   | 0.7/2           | 1.77               | 0.5         | 1.2            |
| 5  | «Політ живих мерців»                           | 14 квітня 2015  | 0.8/2           | 1.85               | Н/Д         | Н/Д            |
| 6  | «Віртуальна реальність кусається»              | 21 квітня 2015  | 0.6/2           | 1.80               | 0.4         | 1.0            |
| 7  | «Материнство Лів»                              | 28 квітня 2015  | 0.7/2           | 1.69               | Н/Д         | Н/Д            |
| 8  | «Смертельний ефір»                             | 5 травня 2015   | 0.6/2           | 1.62               | 0.5         | 1.1            |
| 9  | «Мізки патріота»                               | 12 травня 2015  | 0.6/2           | 1.70               | Н/Д         | Н/Д            |
| 10 | «Містер Берсерк»                               | 19 травня 2015  | 0.6/2           | 1.50               | 0.4         | 1.0            |
| 11 | «Астробургер»                                  | 26 травня 2015  | 0.6/3           | 1.56               | 0.4         | 1.0            |
| 12 | «Мертвий щур, живий щур, рудий щур, білий щур» | 2 червня 2015   | 0.6/2           | 1.80               | 0.3         | 0.9            |
| 13 | «Світ Блейна»                                  | 9 червня 2015   | 0.5/2           | 1.45               | 0.4         | 0.9            |

### Сезон 2 (2015-16)
| №  | Назва                                   | Прем'єра          | Рейтинг (18-49) | Глядачі (мільйони) | DVR (18-49) | Всього (18-49) |
| -- | --------------------------------------- | ----------------- | --------------- | ------------------ | ----------- | -------------- |
| 1  | «Сердита стара Лів»                     | 6 жовтня 2015     | 0.7/2           | 1.53               | Н/Д         | Н/Д            |
| 2  | «Зомбі-бро»                             | 13 жовтня 2015    | 0.5/1           | 1.22               | Н/Д         | Н/Д            |
| 3  | «Справжні мертві домогосподарки Сієтла» | 20 жовтня 2015    | 0.5/1           | 1.29               | Н/Д         | Н/Д            |
| 4  | «І у дівчат-ковбоїв буває чорна смуга»  | 27 жовтня 2015    | 0.6/2           | 1.47               | Н/Д         | Н/Д            |
| 5  | «Любов і баскетбол»                     | 3 листопада 2015  | 0.6/2           | 1.43               | Н/Д         | Н/Д            |
| 6  | «Максимальна ставка»                    | 10 листопада 2015 | 0.6/2           | 1.40               | Н/Д         | Н/Д            |
| 7  | «Абра-кадабра»                          | 17 листопада 2015 | 0.5/2           | 1.17               | 0.4         | 0.9            |
| 8  | «Переслідувач»                          | 1 грудня 2015     | 0.6/2           | 1.55               | TBD         | TBD            |
| 9  | «Кейптаун»                              | 8 грудня 2015     | 0.5/2           | 1.37               | TBD         | TBD            |
| 10 | «Голова в образі»                       | 12 січня 2016     | 0.5/1           | 1.17               | TBD         | TBD            |
| 11 | «П'ятдесят відтінків сірої речовини»    | 2 лютого 2016     | 0.5/2           | 1.43               | TBD         | TBD            |
| 12 | «Самострілом себе стріли»               | 9 лютого 2016     | 0.5/2           | 1.43               | TBD         | TBD            |
| 13 | «Нахабна брехня»                        | 16 лютого 2016    | 0.5/2           | 1.25               | TBD         | TBD            |
| 14 | «Вічне Сяйво Кофеїнового Розуму»        | 23 лютого 2016    | 0.6/2           | 1.45               | TBD         | TBD            |
| 15 | «Він засліпив мене наукою»              | 22 березня 2016   | TBD             | TBD                | TBD         | TBD            |